# 強壯刀海龍
強壯刀海龍（学名：Solegnathus robustus），為輻鰭魚綱棘背魚目海龍魚科的其中一種，分布於南澳大利亞海域，棲息深度42-68公尺，體長可達35公分，生活在沿海海域。